# Ithiel Town

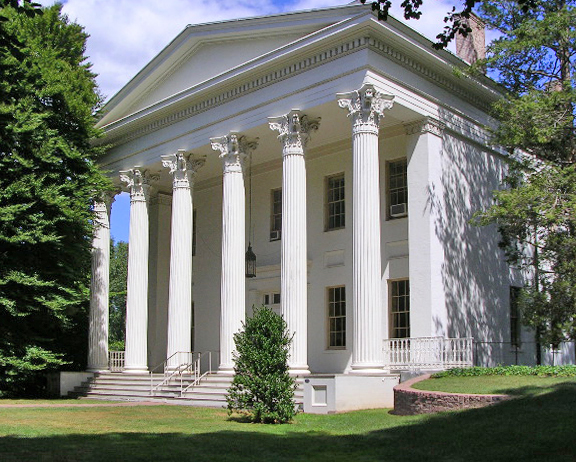
Samuel Russell House, Middletown, Connecticut (en colaboración con David Hoadley)

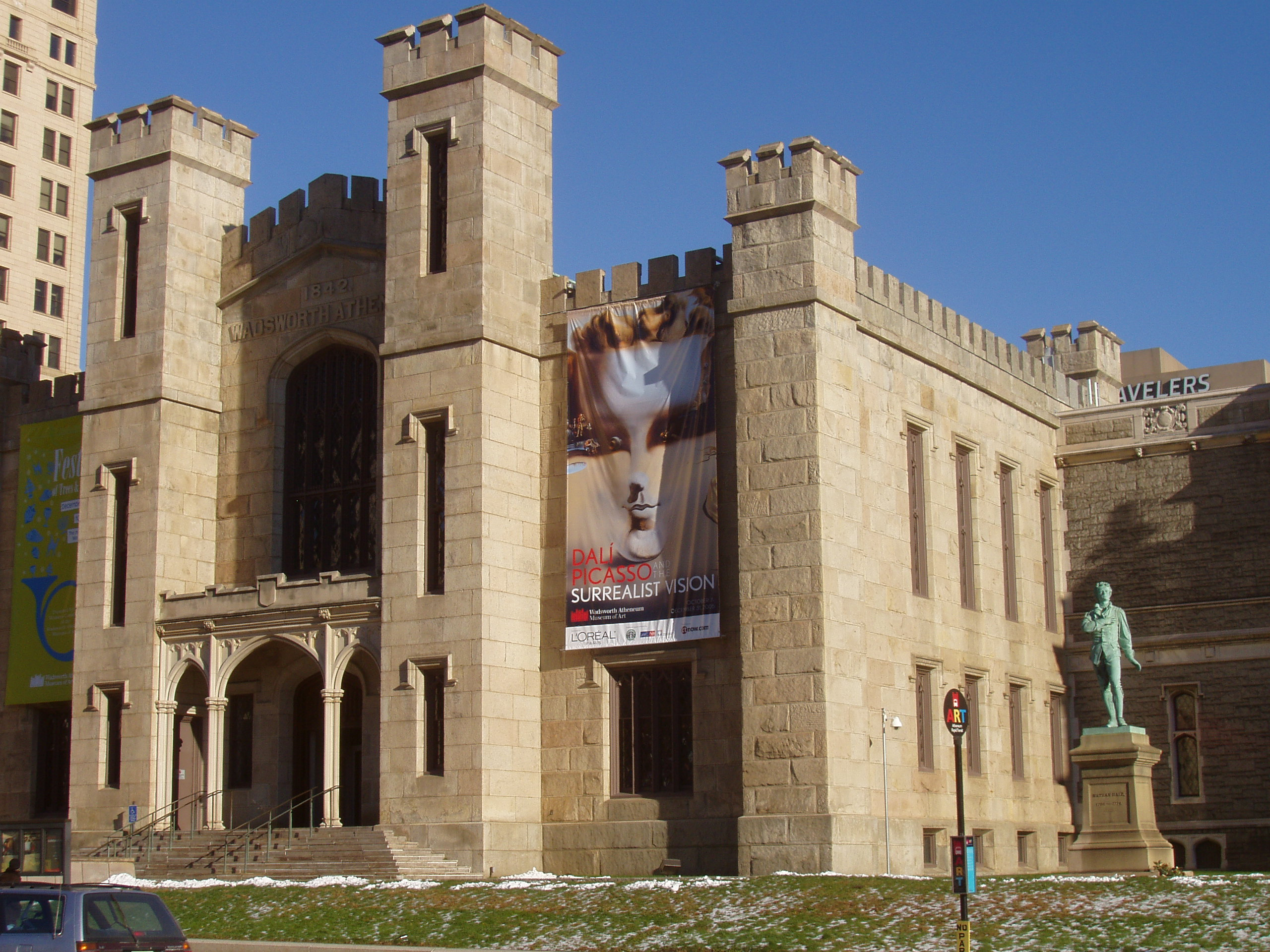
Wadsworth Atheneum, Hartford, CT (en colaboración con A. J. Davis)

Ithiel Town (Thompson, Connecticut, 3 de octubre de 1784 – New Haven, 13 de junio de 1844) fue un arquitecto e ingeniero civil estadounidense, perteneciente a la primera generación de profesionales de ambos ámbitos en ese país. Trabajó dentro de los estilos denominados federal e historicista (especialmente neoclásico -neogriego y neotoscano- y neogótico), siendo muy imitado. 

## Semblanza
Hijo de Archelaus Town, agricultor, y Martha (Johnson) Town. Realizó su aprendizaje en Boston con el influyente arquitecto Asher Benjamin; y comenzó su carrera profesional con la Asa Gray House (1810).
Sus primeras obras de importancia fueron la Center Church (1812–1815), y la Trinity Church (1813–1816, ambas en New Haven Green (New Haven, Connecticut). En la primera demostró su capacidad como ingeniero construyendo la aguja dentro de la torre y levantándola hasta su lugar en menos de tres horas gracias al uso de un torno especial. La segunda, construida con sillares de roca local y rematada con una torre cuadrada, fue una de las primeras iglesias neogóticas del continente americano.
En 1825, Town fue uno de los fundadores de la National Academy of Design y obtuvo el Master of Arts de la Universidad de Yale.
El 28 de enero de 1820 patentó un diseño de puente de madera que pasó a conocerse como Town's Lattice Truss. El diseño era de gran importancia, porque permitía su rápida construcción por cuadrillas de trabajadores no especializados y con materiales fácilmente disponibles, sin necesidad de los grandes sillares de piedra necesarios para los arcos de otros tipos de puentes. Fue ampliamente utilizado en todas las zonas de Estados Unidos, lo que enriqueció considerablemente a Town, que percibía como derechos dos dólares por pie. Aún pueden verse ejemplos de estos puentes en los dos puentes cubiertos de Connecticut: el Bull's Bridge de Kent y el West Cornwall Bridge de Cornwall y Sharon, así como en el Eagleville Bridge y el Shushan Bridge del Condado de Washington (Nueva York). Muchos otros puentes utilizaron formas más o menos modificadas del diseño básico de Town.
En 1829 Town formó una de las primeras firmas profesionales de arquitectura de los Estados Unidos, en asociación con Alexander Jackson Davis. Su producción se centró en los estilos historicistas (neoclásico -neogriego y neotoscano-, neogótico e incluso neoegipcio).
Entre 1829 y 1830 viajó por Europa. 
Su estudio de arquitectura continuó en activo hasta 1835; durante dieciocho meses, entre 1832 y 1833, funcionó con el nombre de Town, Davis, and Dakin, al unirse James H. Dakin como socio. Sus obras incluyeron el capitolio del estado en New Haven, el ayuntamiento (city hall) y el Wadsworth Atheneum de Hartford, Connecticut, los capitolios de los estados de Indiana (Casa del Estado de Indiana, 1831-1840, demolido en 1877), y Carolina del Norte (Capitolio de Carolina del Norte, 1833–1840), y el actual Federal Hall, diseñado para edificio de aduanas (U.S. Custom House) en Nueva York (1833–1842). Por la misma época, Town también diseñó el Potomac Aqueduct en Washington D. C. (1833–1843), que permitió a los barcos cruzar el Potomac. Por estas obras fue considerado uno de los más importantes ingenieros de su tiempo.
En la Hillhouse Avenue de New Haven, donde construyó varias residencias, Town diseñó su propia casa, en estilo neogriego. La construcción fue muy imitada, comenzando por su socio Davis y por otro destacado arquitecto de New Haven, Henry Austin. Pasó posteriormente a ser propiedad de Joseph Earl Sheffield, benefactor de la Sheffield Scientific School y fue modificada por Austin. Town reunió en su casa una extraordinaria biblioteca de arquitectura, que llegó a contar con más de once mil volúmenes, considerándose una de las más importantes del mundo, superior incluso a la londinense de John Soane. A su muerte legó la mayor parte de sus fondos a Yale.
En 1839, Town encargó al pintor Thomas Cole un cuadro titulado The Architect's Dream ("El Sueño del Arquitecto" -Toledo Museum of Art-).

## Obra arquitectónica
- Asa Gray House, Cambridge, Massachusetts, 1810, federal.
- Center Church, New Haven, Connecticut, 1812–1815, federal.
- Trinity Church, New Haven, Connecticut, 1813–1816, neogótico.
- Samuel Wadsworth Russell House, Wesleyan University, Middletown, Connecticut, 1828, neogriego.
- North Presbyterian Church (1831-1832), 273 Bleecker Street, Carmine Street, Greenwich Village; diseño de Town & Davis. A los pocos años su denominación cambió a West Presbyterian Church (New York City). Se demolió.[4]
- Skinner House, New Haven, Connecticut (hoy Yale International Center of Finance), Town & Davis, 1832, neogriego.
- Colonnade Row, Nueva York, 1832, neogriego.
- Capitolio de Carolina del Norte, Raleigh (Carolina del Norte), Town & Davis, 1840, neogriego.
- U. S. Custom House, hoy Federal Hall, Nueva York, Town & Davis, 1833–1842, neogriego.
- Apthorp House, New Haven, Connecticut (hoy Evans Hall, Yale School of Management), Town & Davis, 1836.
- Capitolio de Connecticut, New Haven, Connecticut, 1837, neogriego, demolido.
- Casa del Estado de Indiana, Town and Davis, 1840. Demolido in 1877.
- Wadsworth Atheneum, Hartford, Connecticut, 1842, neogótico
- Leake and Watt's Children's Home, Nueva York, 1843, neogriego.[5]
- Ithiel Town (Sheffield) Mansion, New Haven, Connecticut, neogriego, demolido.

## Obra literaria
- A Description of Ithiel Town's Improvement in the Construction of Wood and Iron Bridges (New Haven, 1821)
- A Detail of Some Particular Services Performed in America, During the Years 1776, 1777, 1778, and 1779, Compiled from Journals and Original Papers...taken from the Journal Kept on Board of the Ship 'Rainbow' Commanded By Sir George Collier (New York, 1835)
- Atlantic Steamships. Ideas and Statements, The Result of Considerable Reflection on the Subject of Navigating the Atlantic Ocean with Steam-Ships of Large Tonnage. Also, the Arrival, Description, and Departure of the Two First British Steam-Ships (Wiley & Putnam/J. P. Wright, New York, 1838)